# Dora Matthijsen
Theodora Agatha (Dora) Matthijsen (Delft,  21 augustus 1923 – Amsterdam, 8 maart 1989) was een Nederlands verzetsstrijdster tijdens de Tweede Wereldoorlog. Na de oorlog werd ze kinder- en jeugdpsychiater.

## Levensloop
Dora Matthijsen werd geboren in Delft, als dochter van Henri Louis Matthijsen en Theodore Hermine Fluorine Heijenbrock. Haar grootvader was kunstschilder Herman Heijenbrock. Ze was via vaderskant een nicht van Rut Matthijsen.
In 1942 slaagde ze voor het eindexamen Gymnasium bèta aan het Nieuwe Lyceum te Bilthoven.

### Tweede Wereldoorlog
Rond augustus 1943 ging ze werken voor het Utrechts Kindercomité. Na de oprichting van De Bezige Bij werd ze koerierster voor Geert Lubberhuizen en Rut Matthijsen. Toen De Bezige Bij naar Amsterdam verhuisde, ging zij de contacten tussen Amsterdam en Utrecht verzorgen. Daarnaast deed ze nog diverse andere verzetswerkzaamheden. In 1944 gaf zij een pasgeboren kind van een Joodse ondergedoken vrouw bij de Burgerlijke Stand aan als 'haar' kind.

### Na de oorlog
In 1950 slaagde ze voor het doctoraalexamen geneeskunde aan de Universiteit van Amsterdam. Op 15 december 1956 trouwde ze met Sem Alma Cohen (1922-1988). In 1959 vestigde ze zich als zenuwarts in de Frans van Mierisstraat in Amsterdam. Daarnaast was ze wetenschappelijk hoofdmedewerker aan de polikliniek voor kinderpsychiatrie van het WiIhelmina Gasthuis.
In 1980 promoveerde ze aan de Universiteit van Amsterdam bij prof. D.J. de Levita cum laude op het proefschrift Slaapstoornissen bĳ jonge kinderen.
Dora Cohen-Matthijsen overleed in maart 1989, na een langdurige ziekte.

## Onderscheiding
- In 1988 werd ze benoemd tot Officier in de Orde van Oranje-Nassau.[12]

- International Standard Name Identifier: 0000 0003 9319 8150
- Virtual International Authority File: 287426138